# Uair
Uair bio je urugvajski zračni prijevoznik osnovan 2002., a ugašen 2005. godine zbog velikih gubitaka i slaba prometa. Glavno čvorište bila je Međunarodna zračna luka Carrasco u glavnom gradu Montevideu. Tvrtka je raspolagala s flotom od dva putnička zrakoplova Fokker F100, koji su prevozili putnike na dvije domaće i jedanaest stranih putničkih odredišta. Od početka rada trvtka se nosila s velikim gubitcima i slabim prometom, koji je 2005. godine rezultirao gašenjem tvrtke, nakon što je tvrtka u travnju i lipnju iste godine prodala oba zrakoplova.

## Odredišta

### Domaća
- Montevideo (glavni grad)
- Punta del Este

### Strana
- Brazil (5)
  - Florianópolis
  - Porto Alegre
  - Curitiba
  - São Paulo
  - Porto Seguro

- Argentina (5)
  - Buenos Aires (glavni grad)
  - Rosario
  - Córdoba
  - Mendoza
  - San Carlos de Bariloche

- Paragvaj (1)
  - Asunción (glavni grad)